# Геді Ламар
Ге́ді Лама́р (англ. Hedy Lamarr /ˈhɛdi laˈmɑː /; 9 листопада 1914 — 19 січня 2000, при народженні Гедвіґа Ева Марія Кіслер)
 — австрійсько-американська акторка та винахідниця.
Математично обдарована, вона разом з композитором Джорджем Антейлом винайшла методи розширення спектра зв'язку та стрибкоподібного перелаштування частоти, необхідні для бездротового зв'язку від докомп'ютерної ери і до наших днів.

## Біографія
Народилася в столиці Австрії. Її батько був банкір з єврейської сім'ї зі Львова, мати — з Будапешту. Відвідувала театральну школу та рано почала зніматися в кіно.
У 1933 році, після гучного кінодебюту, батьки видали Геді заміж за фабриканта зброї, австрійського мільйонера Фрідріха Мандля. Після чотирьох років невдалого шлюбу втекла, підсипавши снодійне покоївці[джерело не вказане 1800 днів], і на пароплаві «Нормандія» вирушила з Лондону до Нью-Йорку.
Принциповий характер, звичка відверто висловлювати невтішну думку про Голлівуд та його звичаї нажили Геді Ламар багато впливових ворогів. Одного разу її звинуватили у крадіжці туфель вартістю 100 доларів з магазину у Флориді. Хоча суд і відкинув це звинувачення, пляма від інциденту залишилася надовго. Ще більших збитків її репутації завдала підроблена автобіографія під назвою «Екстаз і я» (1966), нібито написана у співавторстві з Лео Гілда і Сай Райс. У тексті вона нібито зізнається, що в неї німфоманія. Ламар подала позов на видавця, стверджуючи, що багато з подій, описаних у книзі, були вигадані одним із співавторів Leo Guild. Книга містила також захищений копірайтом матеріал зі статті про Ламар, написаної Gene Ringgold та опублікованої в журналі «Факти екрану» в 1965 р. У зв'язку з цим мав місце судовий процес. «Ця книга зруйнувала мою кар'єру і моє життя».
Геді Ламар була одружена шість разів, народила трьох дітей.
Померла 19 січня 2000 року в місті Орландо у Флориді у віці 85 років. Прах акторки був згідно з заповітом розвіяний на її батьківщині, в Австрії, у Віденському Лісі.

## Кінокар'єра
Дебютувала в німецькому фільмі «Дівчина в нічному клубі» (1930). У своїх перших роботах знімалася з такими акторами, як Гайнц Рюманн і Ганс Мозер. Театральний режисер Макс Райнгардт, з яким вона працювала в Берліні, назвав юну Геді найкрасивішою жінкою Європи.

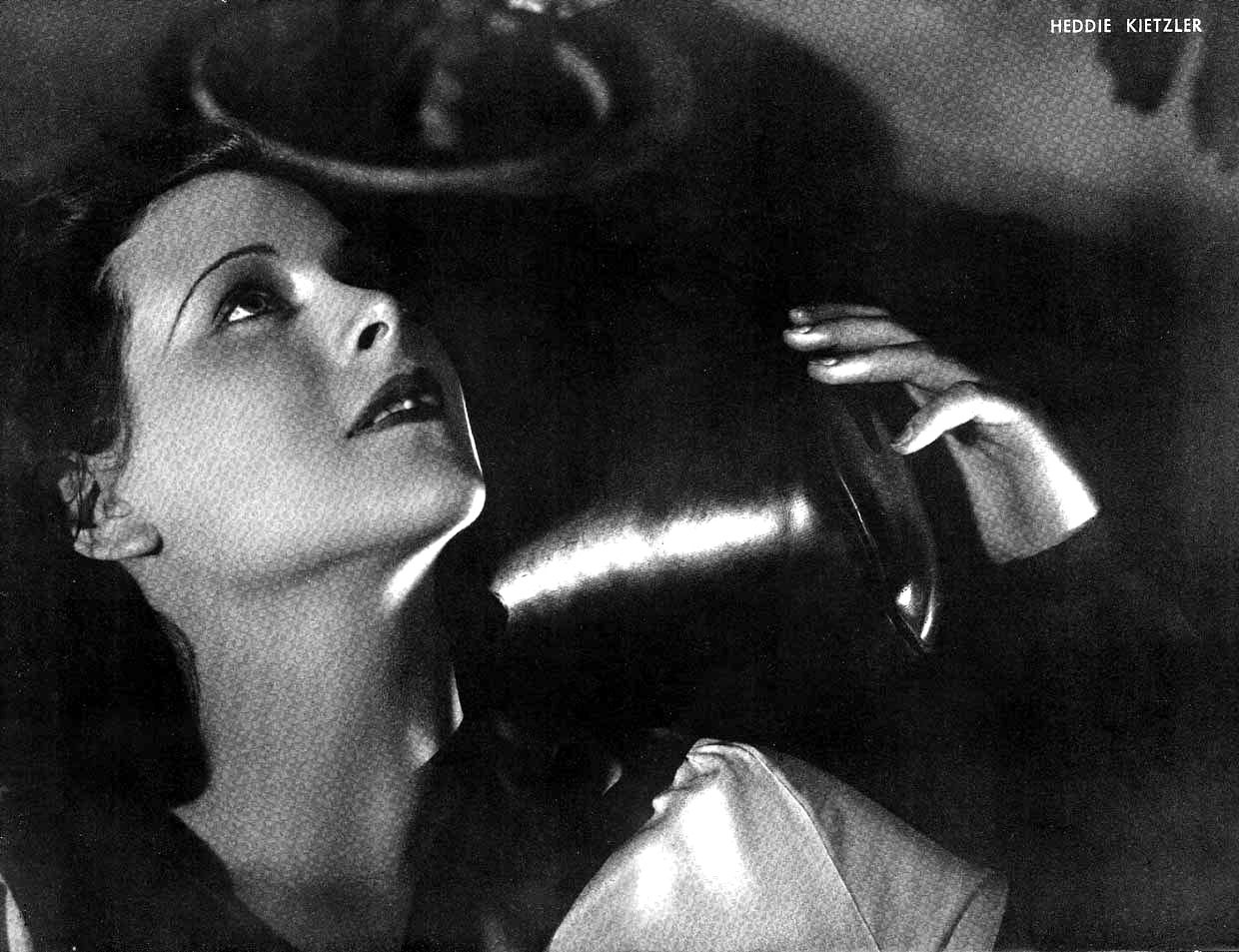
Ламар на рекламній світлині 1934 року з іменем «Гедді Кіцлер» (Heddie Kietzler)

Хвилю світової популярності приніс їй чехословацько-австрійський фільм Густава Махати «Екстаз» (Ева, 1933). Перша в історії художнього повнометражного кіно десятихвилинна сцена оголеного купання в лісовому озері — цілком невинна за сучасними мірками — у 1933 році викликала бурю емоцій. У цій стрічці Ламар першою зімітувала в кіно оргазм. За її словами, для цього під час зйомок режисер колов її англійською шпилькою. Сцена викликала обурення з боку церкви, картину заборонили до показу в деяких країнах та випустили в прокат тільки через кілька років з цензурними купюрами.
У 1937 році на пароплаві «Нормандія» вирушила з Лондону до Нью-Йорку. Оббивати пороги в Голлівуді не довелося — кінодебют 1933 року був надто гучним, щоб кінематограф його забув. Але щоб не викликати аналогічних асоціацій в пуританської публіки США, їй радять взяти псевдонім. Гедвіг Кіслер стає Геді Ламар. Відразу на «Нормандії» вона підписала вигідний контракт із засновником студії Metro-Goldwyn-Mayer Луїсом Маєром. Новий виток кар'єри розгорнувся запаморочливо. Загалом Геді Ламар заробила на кінозйомках 30 млн доларів.

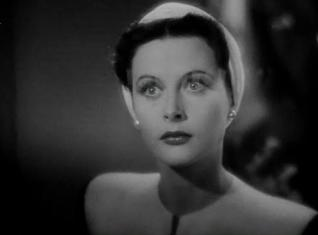
З трейлеру до фільму «Приходь зі мною жити», 1941

За голлівудську кар'єру Ламар попрацювала в таких популярних фільмах, як «Алжир» (Габі, 1938), «Леді в тропіках» (Манон де Верні, 1939), екранізації Джона Стейнбека «Тортилья — Флет» (Долорес Рамірес, 1942, режисер Віктор Флемінг), «Небезпечний експеримент» (Аліда Бедо, 1944) і епічній стрічці Сесіля де Мілля «Самсон і Даліла» (1949). Останній раз вона з'явилася на екрані в телефільмі «The Female Animal» (Ванесса Віндзор, 1958).
1966 року 52-річна акторка спробувала повернутися на екран, але цьому перешкодила розгорнута проти неї кампанія цькування. Через принциповий характер та негативні висловлювання про Голлівуд вона мала чимало ворогів.
За внесок у кінематограф Геді Ламар удостоєна зірки на голлівудській Алеї Слави.

## Наукова діяльність
У 1942 році Геді Ламар запатентувала систему, що дає змогу на відстані керувати торпедами. Цінність технології псевдовипадкового перелаштування робочої частоти була оцінена тільки з роками, лише після наростання Карибської кризи 1962 року
День народження акторки 9 листопада — названий Днем винахідника в німецькомовних країнах. Без винаходу Ламар не літали б військові супутники та не працювали б стільникові телефони стандарту GSM.

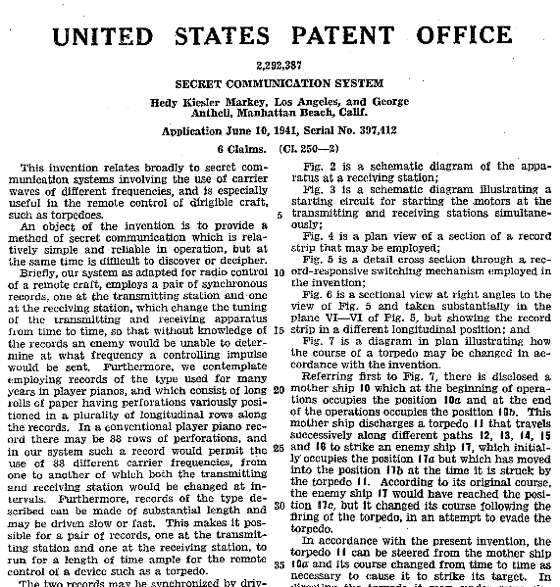
Копія патенту США на «Секретну комунікаційну систему»

Доля познайомила Ламар з авангардистським композитором Джорджем Антейлом, який жив неподалік. Ламар поділилася з ним дуже важливою ідеєю: якщо дистанційно повідомляти координати цілі керованій торпеді на одній частоті, то ворог може легко перехопити сигнал, заглушити його або перенаправити торпеду на іншу ціль. Щоб дати своїй другій батьківщині військову перевагу, Ламар запропонувала керувати торпедами сигналами, які не можна буде перехопити або заглушити. Ламар і Антейл незабаром запропонували використовувати на передавачі випадковий код, який буде змінювати частоту каналу передачі та синхронізувати такі ж частотні переходи і на приймачі. Така зміна каналів зв'язку гарантує безпечну передачу інформації. До того часу псевдовипадкові коди використовувалися для кодування інформації, переданої незмінними відкритими каналами зв'язку. Секретний ключ став використовуватися для швидкої зміни частот каналів передачі інформації.
У серпні 1942 Ламар і Антейл отримали патент під номером 2292387 «Секретна система зв'язку (Secret Communication System)». Патент описує секретні системи зв'язку, що включають передачу фальшивих сигналів на різних частотах. Цей патент став основою для зв'язку з розширеним спектром, що використовується всюди, від мобільних телефонів до Wi-Fi 802.11 і GPS.

## Пам'ять

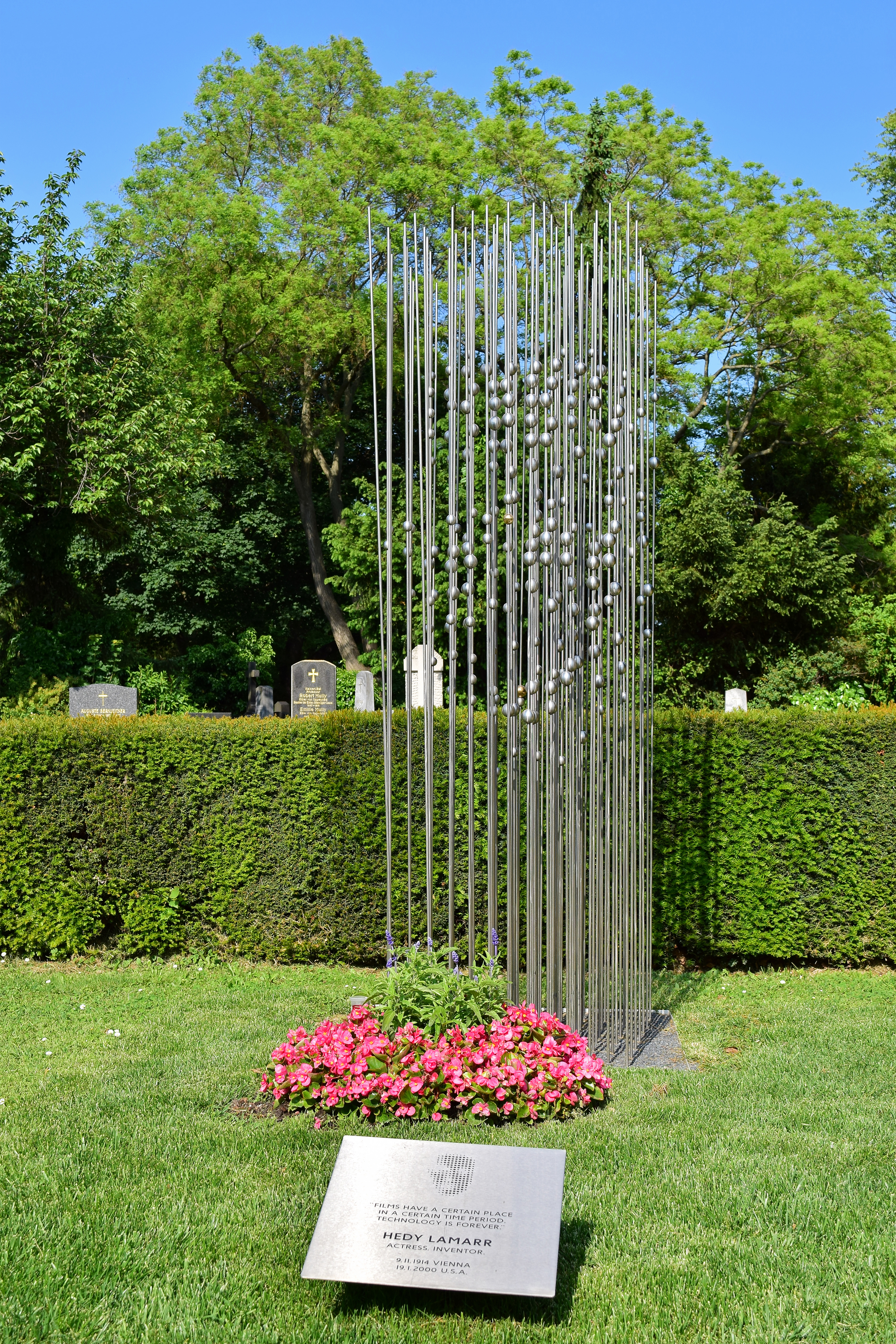
Меморіал Хеді Ламар на Центральному цвинтарі Відня (Group 33G, Thumb n°80)

- На початку 2014 року Геді Ламар уведена в Зал слави винахідників.
- До дня народження науковиці 9 листопада приурочені Дні винахідника відразу в трьох європейських країнах — Німеччині, Австрії та Швейцарії[15].
- Геді Ламар зображена на заставці при завантаженні програми Corel Draw 8-ї і 9-ї версій[16].
- В одного з персонажів Half-Life 2, доктора Айзека Кляйнера, в лабораторії живе незвичайний вихованець — гедкраб Ламар (позивний — «Геді»), у якого видалили жала, що відповідають за приєднання до голови жертви.
- 9 листопада 2015 Google випустив новий дудл на честь 101-го року від дня народження Геді Ламар[17].
- У 2018 році актриса Аліса Сазерленд зіграла Ламар в телевізійному серіалі NBC «Timeless» («Поза часом») в третьому епізоді другого сезону під назвою Hollywoodland [Архівовано 27 листопада 2021 у Wayback Machine.]. Епізод вийшов в ефір 25 березня 2018 року[18].
- У 2021 році Ламар згадали в першому епізоді Marvel «А що як…?» («What If…?»)[19]. Епізод вийшов в ефір 11 серпня 2021 року.

## Фільмографія
| Рік  |   | Українська назва          | Оригінальна назва            | Роль                                                     |
| ---- | - | ------------------------- | ---------------------------- | -------------------------------------------------------- |
| 1930 | ф | Гроші на дорозі           | Geld auf der Straße          | Молода дівчина                                           |
| 1931 | ф | Буря у склянці            | Sturm im Wasserglas          | Секретарка                                               |
| 1931 | ф | Валіза пана О.Ф.          | Die Koffer des Herrn O.F.    | Хелен                                                    |
| 1932 | ф | Гроші не потрібні         | Man braucht kein Geld        | Кеті Брандт                                              |
| 1933 | ф | Екстаз                    | Ekstase                      | Єва Герман                                               |
| 1938 | ф | Алжир                     | Algiers                      | Габі                                                     |
| 1939 | ф | Леді з тропіків           | Lady of the Tropics          | Манон де Варгнес Кері                                    |
| 1940 | ф | Я беру цю жінку           | I Take This Woman            | Джорджі Грегор Декер                                     |
| 1940 | ф | Галасливе місто           | Boom Town                    | Карен Ванміер                                            |
| 1940 | ф | Товариш Х                 | Comrade X                    | Теодора                                                  |
| 1941 | ф | Приходь зі мною жити      | Come Live With Me            | Джонні Джонс                                             |
| 1941 | ф | Дівчина Зігфелда          | Ziegfeld Girl                | Сандра Колтер                                            |
| 1941 | ф | Г. М. Пулхем Есквайр      | H.M. Pulham, Esq.            | Марвін Майлс Ренсом                                      |
| 1942 | ф | Рівнина Тортила           | Tortilla Flat                | Долорес Рамірес                                          |
| 1942 | ф | Перехрестя                | Crossroads                   | Люсьєн Талбот                                            |
| 1942 | ф | Білий вантаж              | White Cargo                  | Тонделео                                                 |
| 1944 | ф | Райське тіло              | The Heavenly Body            | Вікі Вітлі                                               |
| 1944 | ф | Конспіратори              | The Conspirators             | Ірен вон Мор                                             |
| 1944 | ф | Ризикований експеримент   | Experiment Perilous          | Аліда Бедеро                                             |
| 1945 | ф | Її Високість і коридорний | Her Highness and the Bellboy | принцеса Вероніка                                        |
| 1946 | ф | Дивна жінка               | The Strange Woman            | Дженні Хагер                                             |
| 1947 | ф | Знеславлена Леді          | Dishonored Lady              | Мадлен Деміен                                            |
| 1948 | ф | Трохи поживімо            | Let's Live a Little          | Доктор Дж.О. Лорінг                                      |
| 1949 | ф | Самсон і Даліла           | Samson and Delilah           | Даліла                                                   |
| 1950 | ф | Леді без паспорта         | A Lady Without Passport      | Маріанна Лорес                                           |
| 1950 | ф | Мідний каньйон            | Copper Canyon                | Ліса Розел                                               |
| 1951 | ф | Мій улюблений шпигун      | My Favorite Spy              | Лілі Далбрей                                             |
| 1954 | ф | Кохання трьох королев     | Loves of Three Queens        | Єлена Троянська, Женев'єва Брабантська, Жозефіна Богарне |
| 1957 | ф | Історія людства           | The Story of Mankind         | Жанна д'Арк                                              |
| 1958 | ф | Тварина самка             | The Female Animal            | Ванесса Віндзор                                          |

## Виступи на радіо
| Дата трансляції    | Виробник серіалу           | Епізод                                                                                    |
| ------------------ | -------------------------- | ----------------------------------------------------------------------------------------- |
| 7 листопада, 1941  | Lux Radio Theatre          | Алжир / Algiers                                                                           |
| 29 грудня, 1941    | Lux Radio Theatre          | Наречена прийшла з післяоплатою / The Bride Came C.O.D.                                   |
| 14 травня, 1942    | Command Performance        | Едвард Дж. Робінсон Хеді Ламарр Гленн Міллер / Edward G Robinson Hedy Lamarr Glenn Miller |
| 5 жовтня, 1942     | Lux Radio Theatre          | Божевільна любов / Love Crazy                                                             |
| 2 серпня, 1943     | The Screen Guild Theater   | Давай жити зі мною / Come Live with Me                                                    |
| 26 вересня, 1942   | The Chase and Sanborn Hour | Геді Ламар / Hedy Lamarr                                                                  |
| 26 жовтня, 1943    | Burns and Allen            | Геді Ламар / Hedy Lamarr                                                                  |
| 24 січня, 1944     | Lux Radio Theatre          | Касабланка / Casablanca                                                                   |
| 4 лютого, 1945     | The Radio Hall of Fame     | Ризикований експеримент / Experiment Perilous                                             |
| 19 листопада, 1951 | Lux Radio Theatre          | Самсон і Даліла / Samson and Delilah                                                      |

## Галерея

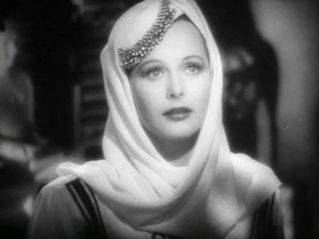
з фільму «Леді з тропіків»
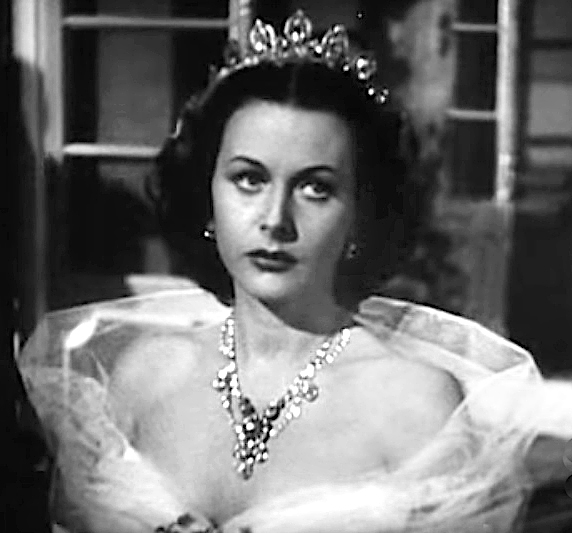
з фільму «Її Високість і коридорний»
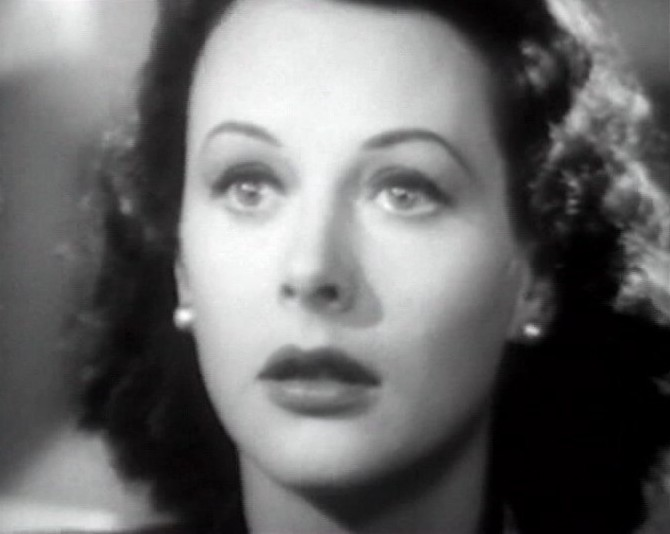
з фільму «Знеславлена Леді»
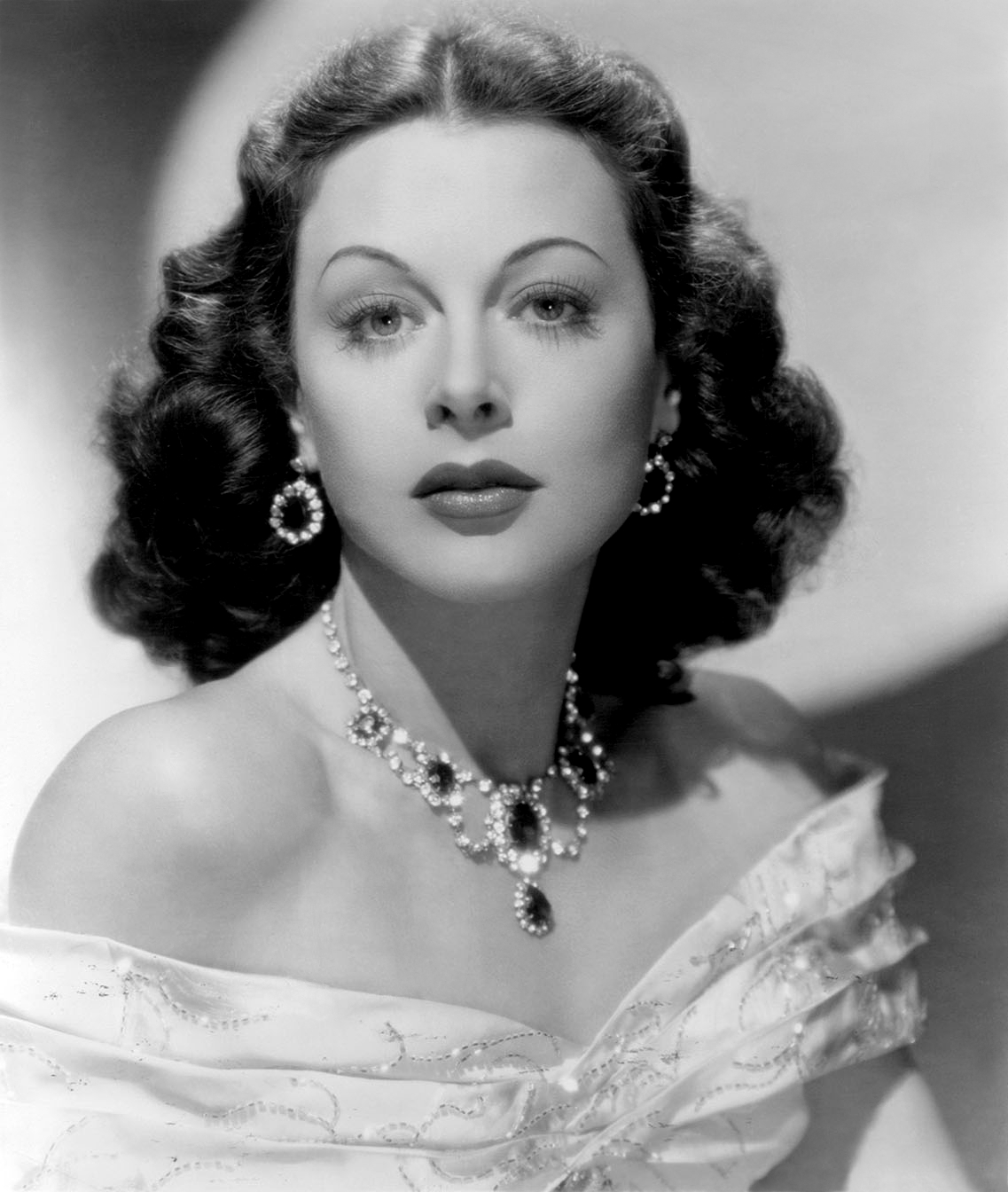
з фільму «Давай трохи поживемо»